# Eisenbahnunfall von Zschortau
Der Eisenbahnunfall von Zschortau am 5. Mai 1902 wurde durch den Bruch einer Tenderachse am Nachtzug München–Berlin (Durchgangszug D 21) verursacht. Zwei Tote, drei Schwer- und vier Leichtverletzte waren die Folge.

## Rahmenbedingungen
Der Zug war von München Hauptbahnhof nach Berlin Anhalter Bahnhof unterwegs. Er bestand aus der Lokomotive, dem Schlepptender, einem Gepäckwagen, vier Personenwagen der alten ersten und zweiten Wagenklasse und einem am Zugschluss laufenden Schlafwagen. Der Zug kam von Leipzig, als er auf die Unfallstelle zufuhr.

## Unfallhergang
Kurz vor dem Bahnhof Zschortau, kurz vor 5:00 Uhr morgens, brach die dritte und letzte Achse des Tenders, der aber erst nach der Durchfahrt durch den Bahnhof entgleiste. Der folgende Gepäckwagen blieb im Gleis, aber die drei nächstfolgenden Personenwagen entgleisten. Die ersten beiden dieser Wagen stürzten um, darunter auch der Kurswagen aus Rom. Die Kupplung zwischen Gepäck- und Personenwagen riss und der vordere Zugteil kam erst nach 600 Metern zum Stehen. Der Tender hatte bis dahin die defekte Achse verloren. Die Lok blieb – ebenso wie der zuletzt laufende Schlafwagen – unversehrt im Gleis.

## Untersuchungsergebnis
Die gebrochene Tenderachse war 1898 geliefert worden und wies keinerlei Materialfehler auf. Sie war gleichwohl auf beiden Seiten zugleich in der Nabe gebrochen. Eine schlüssige Ursache dafür konnte nie ermittelt werden.

## Folgen
Bei dem Unfall wurden zwei Reisende getötet, darunter der bayrische nationalliberale Reichstagsabgeordnete Johann Friedel (zweiter oberfränkischer Wahlkreis), der sich auf der Fahrt zu einer Reichstagssitzung befand. Darüber hinaus wurden weitere sieben Menschen verletzt.

## Weitere Unfälle
Dies war nur der erste Unfall in einer Reihe, in die der D 21 verwickelt war. Darüber hinaus sind bekannt:
- Am 19. November 1902 fuhr der Zug in der Ausfahrt des Bahnhofs Schwarzenfeld auf der Bahnstrecke Regensburg–Weiden auf einen verspätet ebenfalls ausfahrenden Güterzug. Dessen letzte vier Wagen wurden zertrümmert, 2 Bremser des Güterzugs starben. Ursache war ein missverstandener telefonischer Befehl des Bahnhofsvorstehers an einen Bahnwärter.[1]
- Am 1. Mai 1906 wurde der Zug bei Regenstauf in einen weiteren Auffahrunfall verwickelt.[2] Durch eine falsch gestellte Weiche fuhr er auf einen Güterzug auf, den er eigentlich überholen sollte. Prominenter Fahrgast des Zuges war Thomas Mann, der das Geschehen in der Erzählung Das Eisenbahnunglück – veröffentlicht 1909 – verarbeitete.[3] → Hauptartikel: Das Eisenbahnunglück
- Am 9. August 1925 fuhr der Zug nach Missachtung eines Signals auf der Bahnstrecke Regensburg–Weiden zwischen Wernberg und Luhe auf einen Güterzug auf. 3 Menschen starben, 13 wurden darüber hinaus verletzt.[4]